# Вакуумна дистиляція

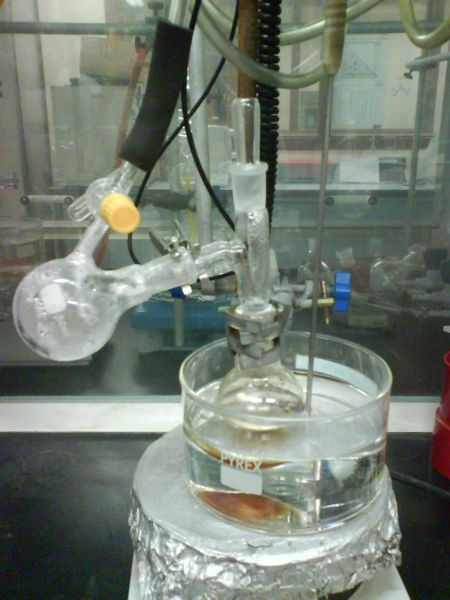
Вакуумна дистиляція диметилсульфоксиду

Вакуумна дистиляція ― це вид дистиляції, що проводиться за зниженого тиску. Застосовується для дистиляції речовин, температура кипіння яких достатньо висока, щоб речовина почала розкладатися. Зниження тиску зменшує температуру кипіння, внаслідок чого дистильована речовина не розкладається.
Використовується у лабораторіях, а також у промисловості для рафінування нафти.